# Pyramidula jaenensis
Pyramidula jaenensis is een slakkensoort uit de familie van de Pyramidulidae. De wetenschappelijke naam van de soort is voor het eerst geldig gepubliceerd in 1882 door Clessin.